# Tritopterna anastrepta
Tritopterna anastrepta är en fjärilsart som beskrevs av Edward Meyrick 1927. Tritopterna anastrepta ingår i släktet Tritopterna och familjen vecklare. Inga underarter finns listade i Catalogue of Life.